# Liste der Minotaur-Raketenstarts
Dies ist eine vollständige Startliste der Raketen Minotaur I bis Minotaur V. Zur Minotaur-C – vormals Taurus – siehe Minotaur-C-Startliste.

## Startliste
Stand der Liste: 17. April 2025
| Lauf. Nr. | Datum (UTC) | Typ | Startplatz | Nutzlast | Art der Nutzlast | Nutzlast in kg (brutto 1)                                                                                                   | Orbit 2 | Anmerkungen |
| 2000 – 2001 – 2002 – 2005 – 2006 – 2007 – 2008 – 2009 – 2010 – 2011 – 2013 – 2017 – 2019 – 2020 – 2021 – 2022 – 2024 – 2025 | 2000 – 2001 – 2002 – 2005 – 2006 – 2007 – 2008 – 2009 – 2010 – 2011 – 2013 – 2017 – 2019 – 2020 – 2021 – 2022 – 2024 – 2025 | 2000 – 2001 – 2002 – 2005 – 2006 – 2007 – 2008 – 2009 – 2010 – 2011 – 2013 – 2017 – 2019 – 2020 – 2021 – 2022 – 2024 – 2025 | 2000 – 2001 – 2002 – 2005 – 2006 – 2007 – 2008 – 2009 – 2010 – 2011 – 2013 – 2017 – 2019 – 2020 – 2021 – 2022 – 2024 – 2025 | 2000 – 2001 – 2002 – 2005 – 2006 – 2007 – 2008 – 2009 – 2010 – 2011 – 2013 – 2017 – 2019 – 2020 – 2021 – 2022 – 2024 – 2025 | 2000 – 2001 – 2002 – 2005 – 2006 – 2007 – 2008 – 2009 – 2010 – 2011 – 2013 – 2017 – 2019 – 2020 – 2021 – 2022 – 2024 – 2025 | 2000 – 2001 – 2002 – 2005 – 2006 – 2007 – 2008 – 2009 – 2010 – 2011 – 2013 – 2017 – 2019 – 2020 – 2021 – 2022 – 2024 – 2025 | 2000 – 2001 – 2002 – 2005 – 2006 – 2007 – 2008 – 2009 – 2010 – 2011 – 2013 – 2017 – 2019 – 2020 – 2021 – 2022 – 2024 – 2025 | 2000 – 2001 – 2002 – 2005 – 2006 – 2007 – 2008 – 2009 – 2010 – 2011 – 2013 – 2017 – 2019 – 2020 – 2021 – 2022 – 2024 – 2025 |
| 2000 | 2000 | 2000 | 2000 | 2000 | 2000 | 2000 | 2000 | 2000 |
| --- | --- | --- | --- | --- | --- | --- | --- | --- |
| 1 | 27. Januar 2000 | Minotaur I | VAFB SLC-8 | JAWSAT, FalconSat 1, ASUSat, OCS, OPAL, Picosat 1 bis 6 | 11 Amateurfunksatelliten | >220,2 kg | ? | Erfolg |
| 2 | 28. Mai 2000 | Minotaur II | VAFB LF-06 | TLV-Demo | Erprobungsflug | ? | suborbital | Erfolg |
| 3 | 19. Juli 2000 | Minotaur I | VAFB SLC-8 | Mightysat-2, MEMS 2A, MEMS 2B | 3 Technologieerprobungssatelliten                                                                                           | 130,4 kg | ? | Erfolg |
| 2001 | | | | | | | | |
| 4 | 4. Dezember 2001 | Minotaur II | VAFB LF-06 | IFT-7 Target | Raketenabwehrtest | ? | suborbital | Erfolg |
| 2002 | | | | | | | | |
| 5 | 13. März 2002 | Minotaur II | VAFB LF-06 | IFT-8 Target | Raketenabwehrtest | ? | suborbital | Erfolg |
| 6 | 15. Oktober 2002 | Minotaur II | VAFB LF-06 | IFT-9 Target | Raketenabwehrtest | ? | suborbital | Erfolg |
| 7 | 11. Dezember 2002 | Minotaur II | VAFB LF-06 | IFT-10 Target | Raketenabwehrtest | ? | suborbital | Erfolg |
| 2005 | | | | | | | | |
| 8 | 11. April 2005 | Minotaur I | VAFB SLC-8 | XSS 11 | Technologieerprobungssatellit                                                                                               | 100 kg | ? | Erfolg |
| 9 | 23. September 2005 | Minotaur I | VAFB SLC-8 | Streak | Technologieerprobungssatellit                                                                                               | 417 kg | ? | Erfolg |
| 2006 | | | | | | | | |
| 10 | 15. April 2006 | Minotaur I | VAFB SLC-8 | FORMOSAT-3, LCT2 | Konstellation aus 6 Erdbeobachtungssatelliten, Raketenstufe zur experimentellen Kommunikation                               | >420 kg | ? | Erfolg |
| 11 | 16. Dezember 2006 | Minotaur I | MARS Pad 0B | Tacsat 2, GeneSat-1 | Technologieerprobungssatellit, Cubesat                                                                                      | 374 kg | ? | Erfolg |
| 2007 | | | | | | | | |
| 12 | 21. März 2007 | Minotaur II | VAFB LF-06 | SBX Target | Raketenabwehrradartest | ? | suborbital | Erfolg |
| 13 | 14. April 2007 | Minotaur I | MARS Pad 0B | NFIRE | Technologieerprobungssatellit des Raketenabwehrprogramms                                                                    | 494 kg | ? | Erfolg |
| 14 | 23. August 2007 | Minotaur II+ | VAFB LF-06 | NFIRE Target | Raketenabwehrtest | ? | suborbital | Erfolg |
| 2008 | | | | | | | | |
| 15 | 23. September 2008 | Minotaur II+ | VAFB LF-06 | NFIRE Target | Raketenabwehrtest | ? | suborbital | Erfolg |
| 2009 | | | | | | | | |
| 16 | 19. Mai 2009 | Minotaur I | MARS Pad 0B | Tacsat 3, AeroCube-3, PharmaSat-1, HawkSat-I, Polysat-CP6 | Technologieerprobungssatellit, CubeSats                                                                                     | ? | LEO | Erfolg |
| 2010 | | | | | | | | |
| 17 | 22. April 2010 23:00 | Minotaur IV-Lite | VAFB SLC-8 | HTV-2a | hypersonischer (Mach 19) Testflugkörper                                                                                     | ? | suborbital | Erfolg |
| 18 | 26. September 2010 04:41 | Minotaur IV | VAFB SLC-8 | SSBS | Weltraumüberwachung | 1031 kg | SSO | Erfolg |
| 19 | 20. November 2010 01:25 | Minotaur IV HAPS, mit Hydrazin Auxiliary Propulsion System (HAPS) um einen höheren Orbit zu erreichen                       | Kodiak LP-1 | STPSat 2, FASTSAT, FASTRAC-1, FASTRAC-2, FalconSat 5, O/OREOS, RAX, NanoSail D2 | Technologieerprobungssatelliten                                                                                             | 180 kg, 140 kg, 15 kg, ?, 5 kg, 3 kg, 4 kg                                                                                  | LEO | Erfolg |
| 2011 | | | | | | | | |
| 20 | 6. Februar 2011 12:26 | Minotaur I | VAFB SLC-8 | NROL-66 | militärischer Satellit | ? | SSO | Erfolg |
| 21 | 30. Juni 2011 03:09 | Minotaur I | MARS Pad 0B | ORS 1 | Aufklärungssatellit | ? | ? | Erfolg |
| 22 | 11. August 2011 | Minotaur IV-Lite | VAFB SLC-8 | HTV-2b | hypersonischer (Mach 19) Testflugkörper                                                                                     | ? | suborbital | Erfolg |
| 23 | 27. September 2011 15:49 | Minotaur IV+ | Kodiak LP-1 | TacSat 4 | Technologieerprobungssatellit                                                                                               | 450 | LEO | Erfolg |
| 2013 | | | | | | | | |
| 24 | 7. September 2013 03:27 | Minotaur V | MARS Pad 0B | LADEE | Mondsonde | 383 kg | HEO | Erfolg erster Minotaur-V-Start                                                                                              |
| 25 | 20. November 2013 01:15 | Minotaur I | MARS Pad 0B | ORS-3 Mission: STPSat 3, ORSES, ORS Tech 1, ORS Tech 2, SENSE 1, SENSE 2, Firefly, Elana 4 (CAPE 2, ChargerSat 1, COPPER, DragonSat 1, Ho‘oponopono 2, KySat 2, PhoneSat 2.4, SPA-1 Trailblazer, SwampSat, TJ3Sat, Vermont Lunar Cubesat), STARE B (Horus), Prometheus 1 – 8, Black Knight 1, NPS-SCAT | militärische Satelliten, Cubesats                                                                                           | 400 kg | LEO | Erfolg |
| 2017 | | | | | | | | |
| 26 | 26. August 2017 06:04 | Minotaur IV | CCAFS SLC-46 | ORS-5 3 Kleinsatelliten | Aufklärungssatellit | 140 kg | LEO | Erster Minotaur-Start von Florida Erfolg                                                                                    |
| 2019 | | | | | | | | |
| 27 | 2. Juli 2019 | ATB | CCAFS SLC-46 | Orion-Mock-up | Raumschiffdemonstrator | | suborbital | Erfolg |
| 2020 | | | | | | | | |
| 28 | 15. Juli 2020 13:46 | Minotaur IV | MARS Pad 0B | NROL-129: USA-305, -306, -307 und -308 | vier militärische Satelliten                                                                                                | | | Erfolg |
| 2021 | | | | | | | | |
| 29 | 15. Juni 2021 13:35 | Minotaur I | MARS Pad 0B | NROL-111: USA-316, -317 und -318 | drei Aufklärungssatelliten                                                                                                  | | | Erfolg |
| 2022 | | | | | | | | |
| 30 | 7. Juli 2022 06:01 | Minotaur II+ | VSFB TP-01 | Mark21A | Wiedereintrittskörper | | suborbital | Fehlschlag |
| 2024 | | | | | | | | |
| 30 | 18. Juni 2024 07:01 | Minotaur I | VSFB TP-01 | Mark21A | Wiedereintrittskörper | | suborbital | Erfolg |
| 2025 | | | | | | | | |
| 31 | 16. April 2025 | Minotaur IV | VSFB SLC-8 | NROL-174: USA-521, -522 | | | | Erfolg |

## Geplante Starts
Letzte Aktualisierung: 10. Mai 2025
| Lfd. Nr. | Datum (UTC)   | Typ         | Startplatz | Nutzlast    | Art der Nutzlast             | Nutzlast in kg (brutto¹) | Orbit² | Anmerkungen |
| -------- | ------------- | ----------- | ---------- | ----------- | ---------------------------- | ------------------------ | ------ | ----------- |
|          | 2025          | Minotaur IV |            | USSF-261S-A | militärischer Wettersatellit |                          |        |             |
|          | Dezember 2025 | Minotaur IV |            | STP-S29A    |                              |                          |        |             |